# 켄과 메리의 나무

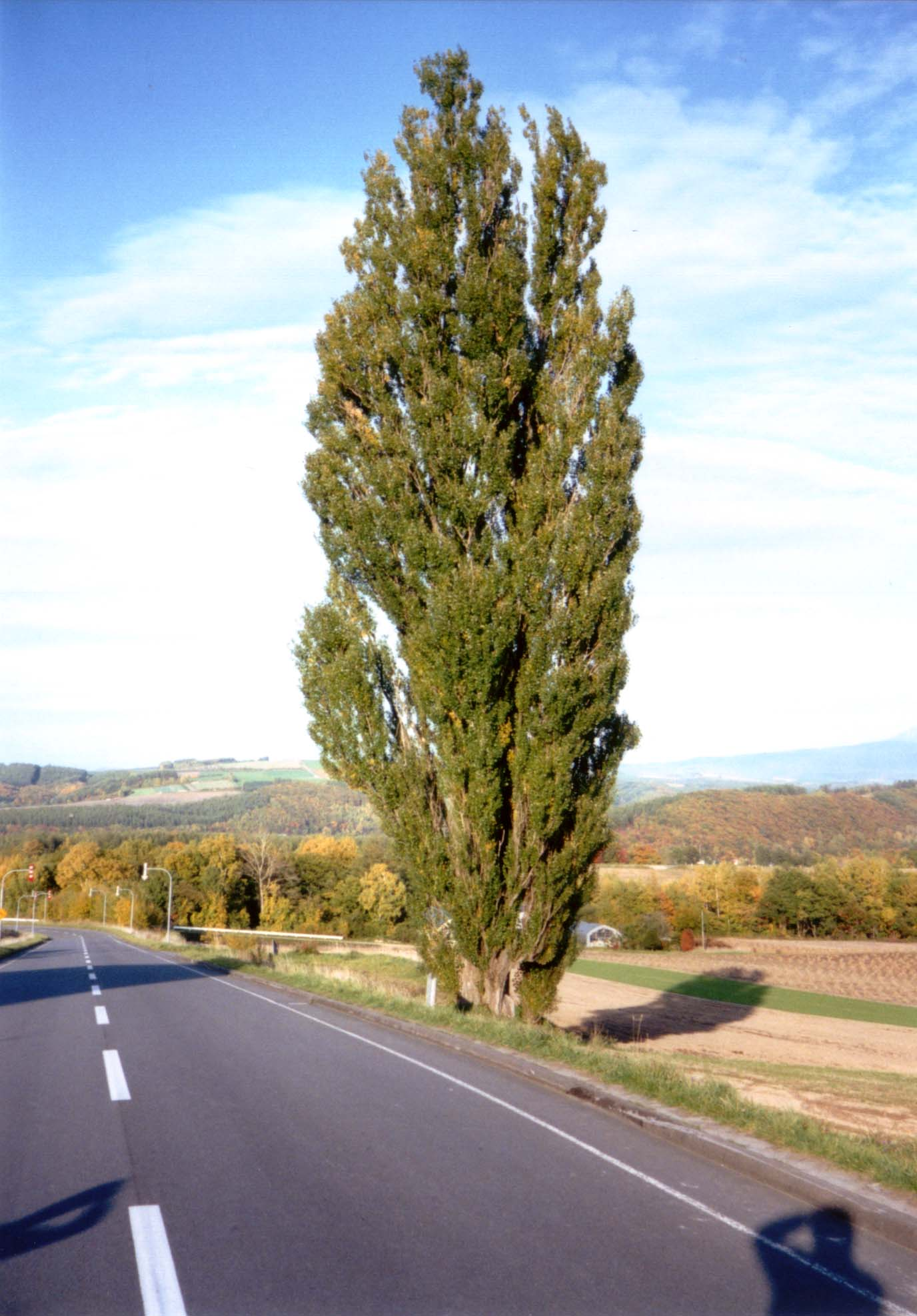
켄과 메리의 나무

켄과 메리의 나무(일본어: ケンとメリーの木 겐토메리노키[*])는 일본 홋카이도 가미카와군 비에이정에 있는 사시나무이다. 비에이 언덕에 서있는 1개의 큰 사시나무이다. 1972년 9월부터 1977년까지 발매된 켄과 메리의 스카이라인(ケンとメリーのスカイライン)과 닛산 4대째 스카이라인의 광고 제15편 지도없는 여행 편의 촬영지로 쓰였다. 또한 CM 송 〈켄과 메리 ~사랑과 바람처럼~〉(ケンとメリー〜愛と風のように〜)이 오리콘 차트 최고 순위 19위를 차지였다. CM 방송 후 이 나무는 관광지가 되어 켄과 메리의 나무라고 명명했다.
이 나무는 사유지에 있으며 명칭의 유래 등의 설명이 쓰여진 간판이 있다.